# Yeguéré
Yeguéré est une localité située dans le département de Tougan de la province du Sourou dans la région de la Boucle du Mouhoun au Burkina Faso.